# Åseda kyrka

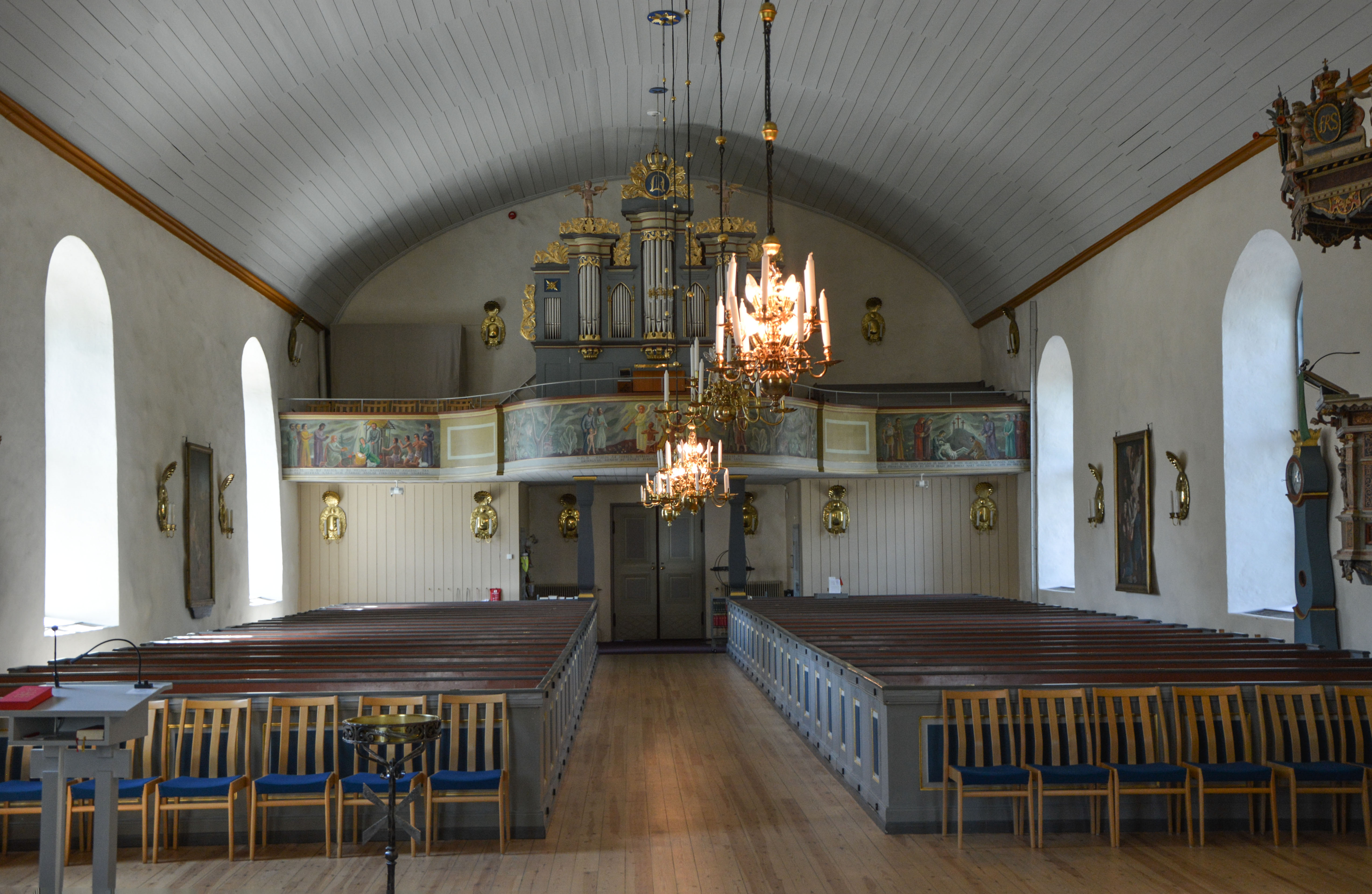
Kyrkorummet med orgelläktaren

Åseda kyrka är en kyrkobyggnad i samhället Åseda i Kronobergs län i Uppvidinge kommun. Den är församlingskyrka i Åseda församling i Växjö stift.

## Kyrkobyggnaden
Det finns en gammal tradition som berättar att den norske helgonkungen Sankt Olof på väg tillbaka till Norge  någon gång under  1000-talet kristnade befolkningen i dåvarande "Ahsida".
Helt naturligt fick den första kyrkan anknytning till helgonet som en  Sankt Olofs kyrka. Den äldsta delen av den nuvarande kyrkan är sakristian  som antas  vara byggd under senare delen av  1100-talet. Det är däremot ovisst om dåvarande  kyrkan var en trä- eller stenbyggnad. Det var inte ovanligt att  även de medeltida träkyrkorna försågs med en sakristia av sten.  Det befintliga långhuset  byggdes under slutet av 1400-talet  eller början av  1500-talet. Det  var av  salkyrkotyp  i likhet med  Sjösås gamla kyrka.
Under 1600-talets slut genomgick kyrkan yttre och inre renoveringar, men den större ombyggnaden som gav kyrkan det utseende den har i dag ägde rum 1796–1803. Carl Fredrik Adelcrantz  vid Överintendentsämbetet   gjorde upp ritningar  baserad på ett utkast av kyrkoherden Samuel Heurlin. Vapenhuset i väster ersattes  av ett högt torn försett med en hjälmformad huv och en öppen  lanternin   krönt av ett kors. Själva långhuset förlängdes i öster med  ett halvrunt kor. Kyrkklockorna som tidigare haft sin plats i en  klockstapel   flyttades till det nya kyrktornet.

## Inventarier
- Altaruppsats  av bildhuggaren Sven Segervall med centralmotiv: Nattvardens instiftelse flankerad av två rikt utskurna och med inskrifter  försedda pelare . Pelarna kröns av Moses  med lagens tavlor och Kristus som världshärskare. Altaruppsatsen anskaffades 1724 och skänktes till kyrkan av prosten Laurentius Algerus.
- Altarskåp från 1400-talet med  Sankt Olof och Aposteln Andreas.På sidodörrarna heliga gestalter. I den högra dörren ses  Maria Magdalena , Sankta Dorotea, Sankta  Barbara   och  Katarina av Alexandria. I den vänstra dörren  en helgonbiskop och en helgonkung, aposteln Jakob   och ytterligare en apostel.[3]
- Pietà i ett skåp från slutet av 1400-talet.
- Kristus som smärtoman.Skulptur daterad till slutet av 1400-talet.
- Triumfkrucifix,troligen från slutet av 1400 eller början av  1500-talet.
- Predikstol i  senrenässans med ljudtak från 1600-talet. Kompletterad 1730 med figurskulpturer utförda av Sven Segervall.
- Dopfunt  av röd polerad kalksten från 1600-talet.
- Två oljemålningar från 1845 av orgelbyggare Johannes Magnusson, Nässja med motiv :De vise männens tillbedjan av Jesusbarnet och Kristi nedertagande från korset.
- Sluten bänkinredning från 1803.
- Orgelläktare med rundat mittparti  försett med målningar 1938 av konstnären Torsten Hjelm,Växjö

## Orgeln

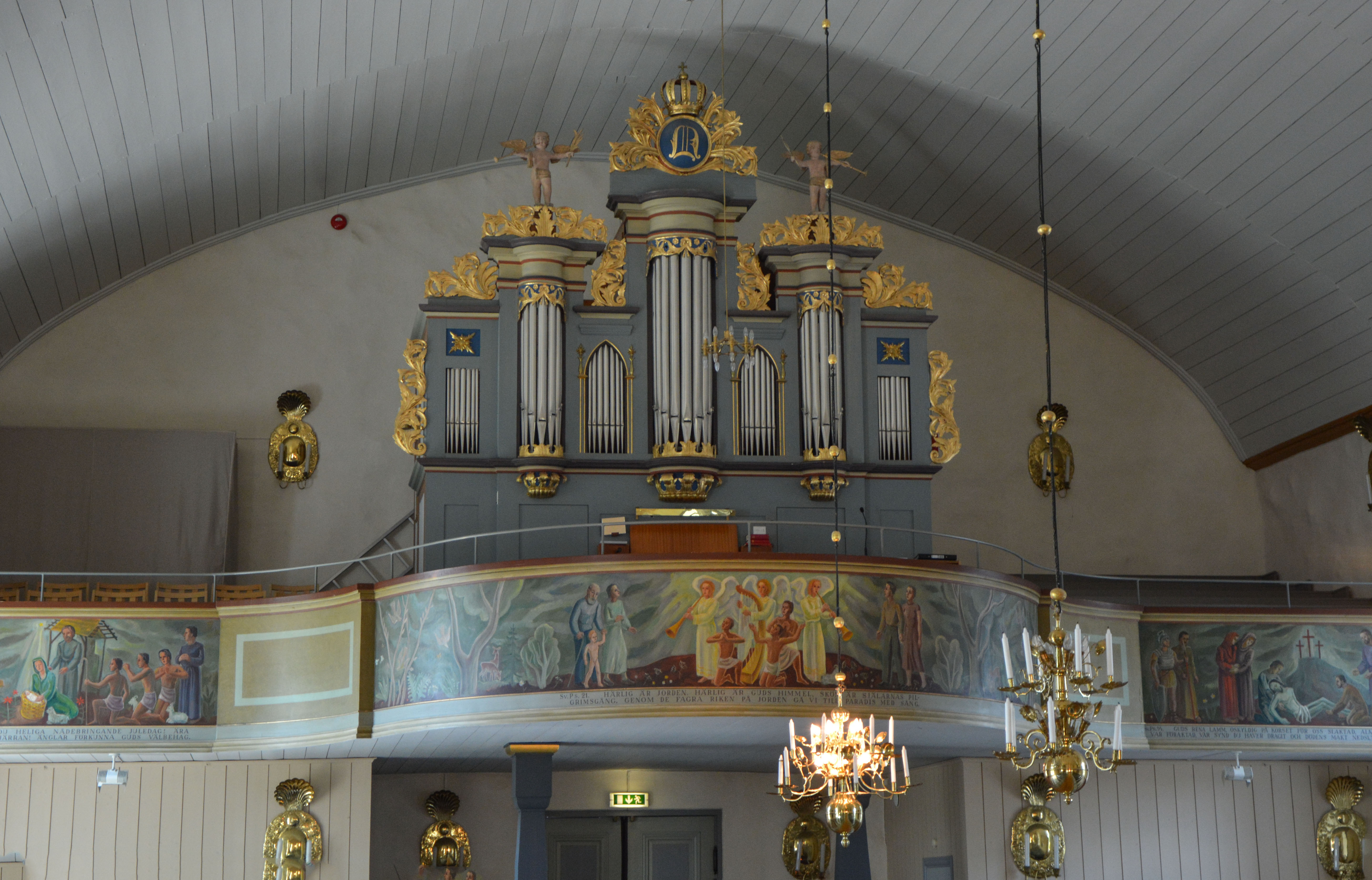
Orgelfasaden från 1761.

- 1679 byggdes den första kända orgeln med 8 stämmor av orgelbyggaren Magnus Åhrman.
- 1703 renoverades orgelverket av Johan Åhrman.
- 1753 byggdes ett helt nytt orgelverk med 10 stämmor av Sven Axtelius.[4]

| Manual         |
| Gedackt 8'     |
| Principal 4'   |
| Wallflöjt 4'   |
| Offenflöjt 4'  |
| Kvintadena 4'  |
| Oktava 2 1/2'  |
| Terijan 2 1/2' |
| Kvinta 2 1/2'  |
| Mixtur III     |
| Trumpet 8'     |

- 1854/1855 ersattes Axtelius orgel av en ny med 15 stämmor byggd av Johannes Magnusson, Lemnhult.
- 1880 reparerades orgeln av  Carl August Johansson från Hovmantorp.
- 1936 byggdes ett orgelverk omfattande 20 stämmor av Åkerman & Lund Orgelbyggeri, Sundbybergs stad.
- 1968 byggdes en ny orgel av Olof Hammarberg, Göteborg. Orgeln är mekanisk. Orgeln har 23 stämmor.Den pampiga orgelfasaden med förgyllda akantusornament från 1761 har bevarats.

| Huvudverk I   | Svällverk II      | Pedal           | Koppel |
| Principal 8´  | Rörflöjt 8´       | Subbas 16´      | I/P    |
| Gedackt 8´    | Fugara 8´         | Gedackt 8´      | II/P   |
| Octava 4´     | Spetsflöjt 4´     | Koralbas 4´     | II/I   |
| Rörflöjt 4´   | Principal 2'      | Rauschkvint III |        |
| Kvinta 2 2/3' | Koppelflöjt 2'    | Fagott 16´      |        |
| Octava 2'     | Nasat 1 1/3'      | Skalmeja 4'     |        |
| Ters 1 3/5'   | Scharf III        |                 |        |
| Mixtur IV     | Regal 8'          |                 |        |
| Trumpet 8'    | Tremolo           |                 |        |
|               | Crescendosvällare |                 |        |

## Bildgalleri

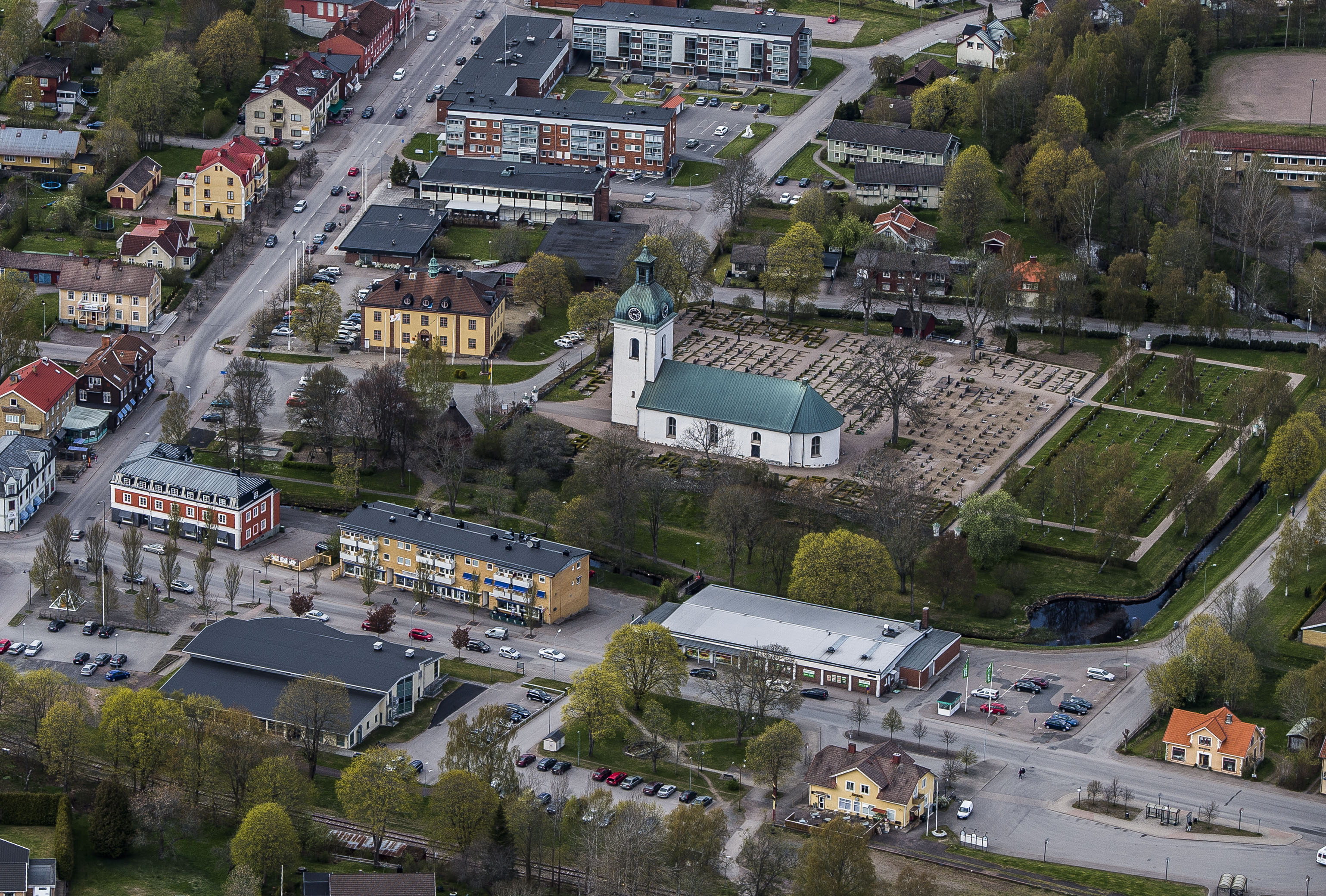
Kyrkan från ovan
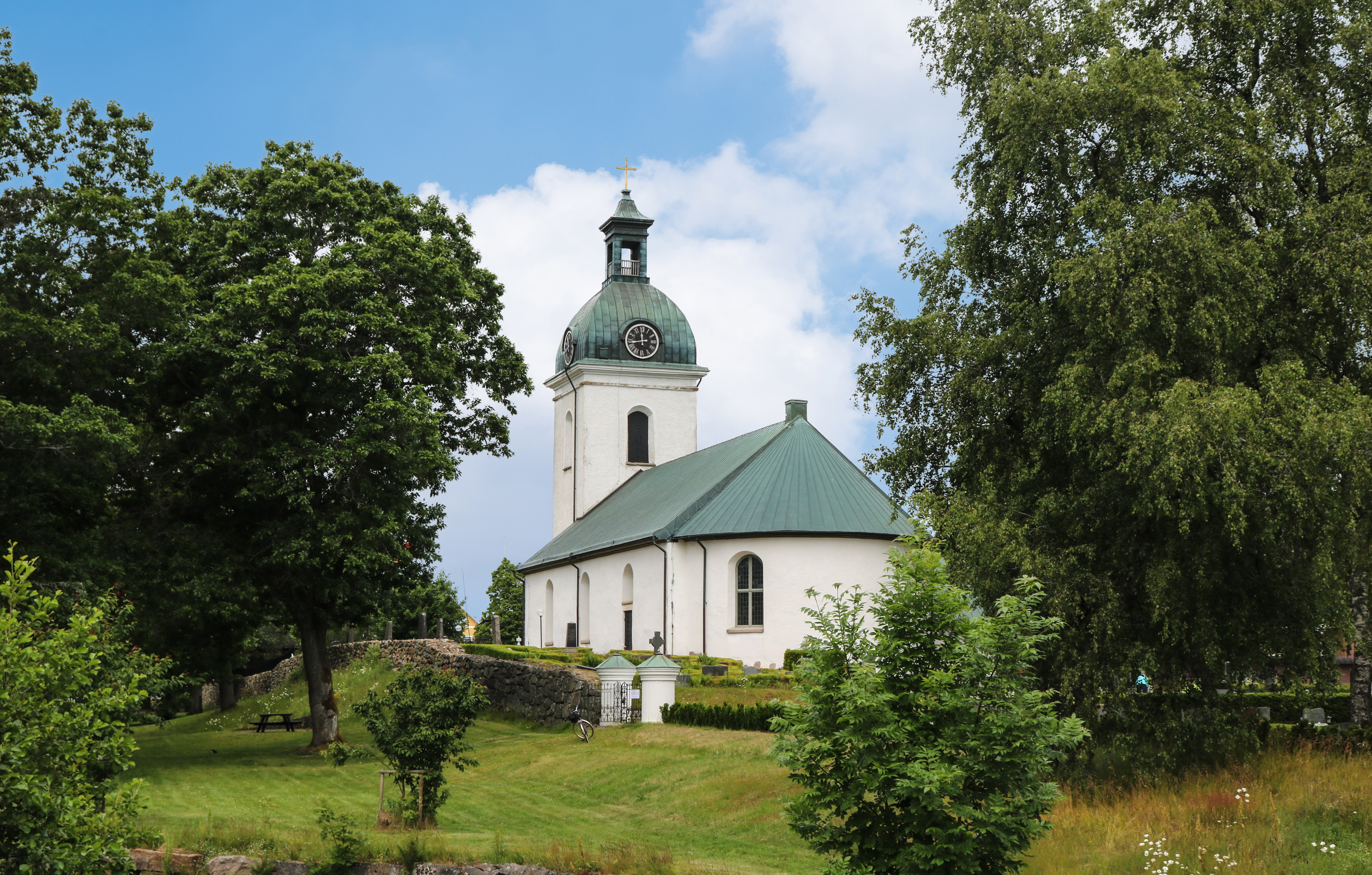
Exteriör från sydöst
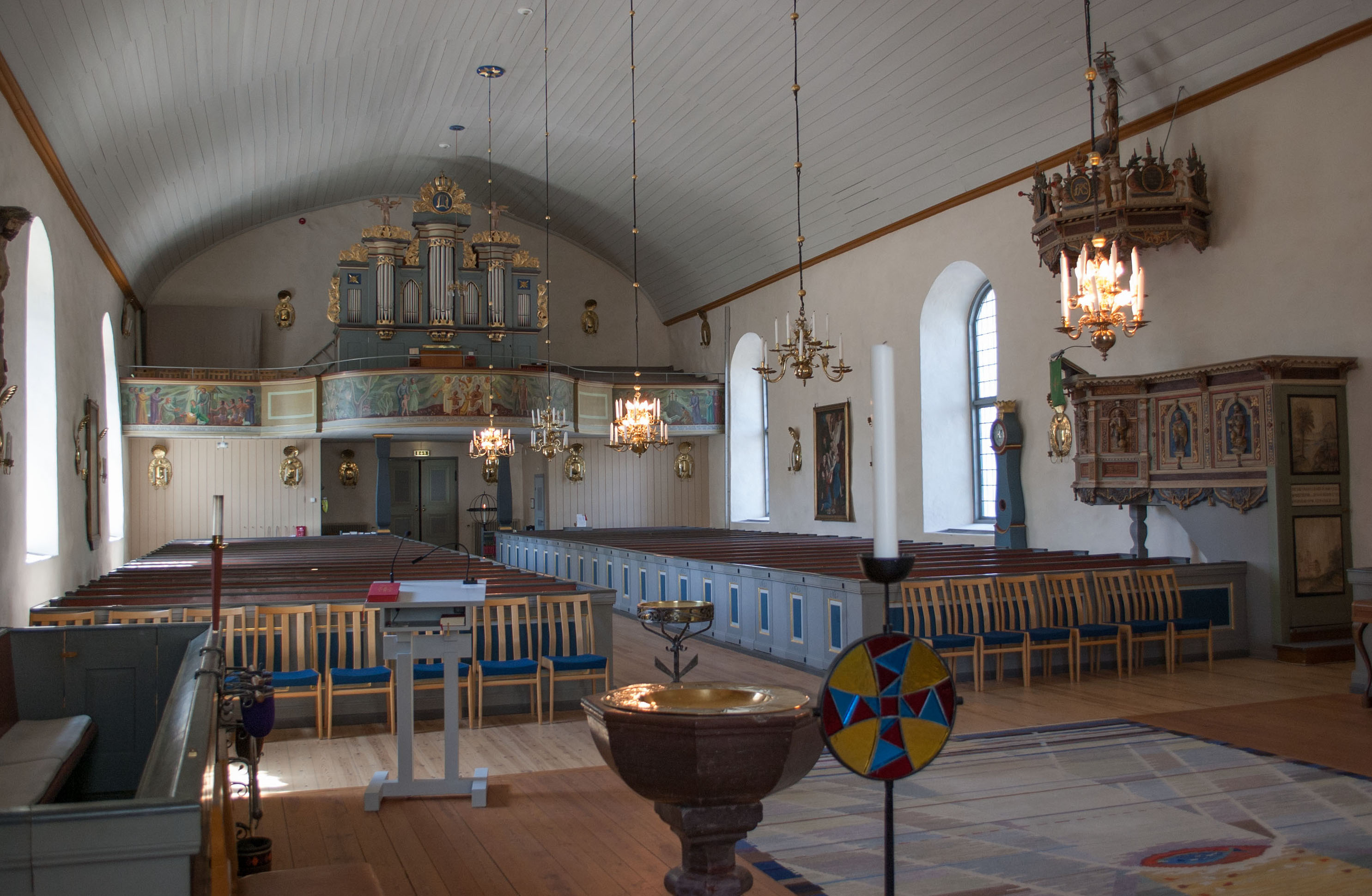
Interiör mot väster
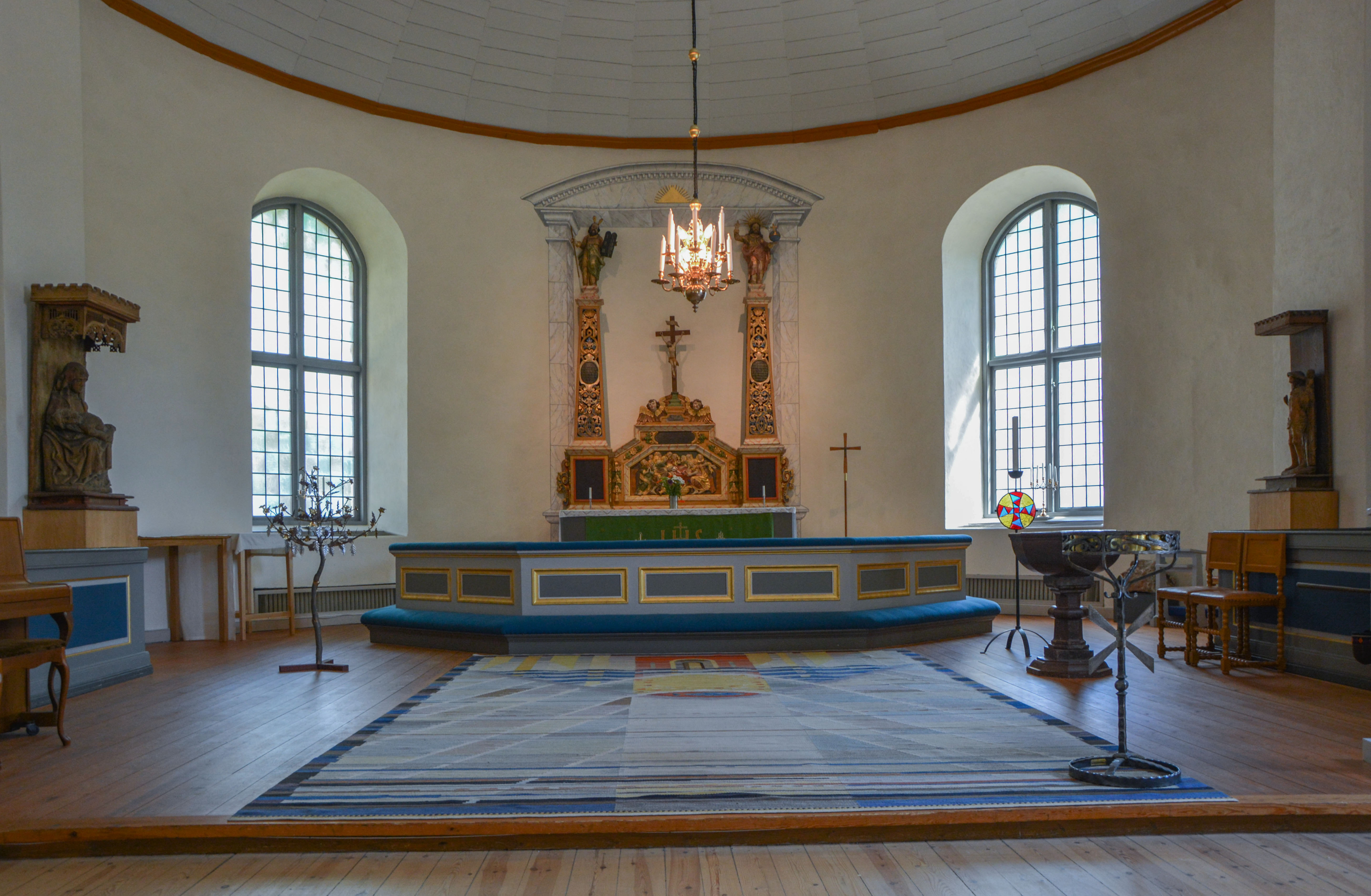
Koret
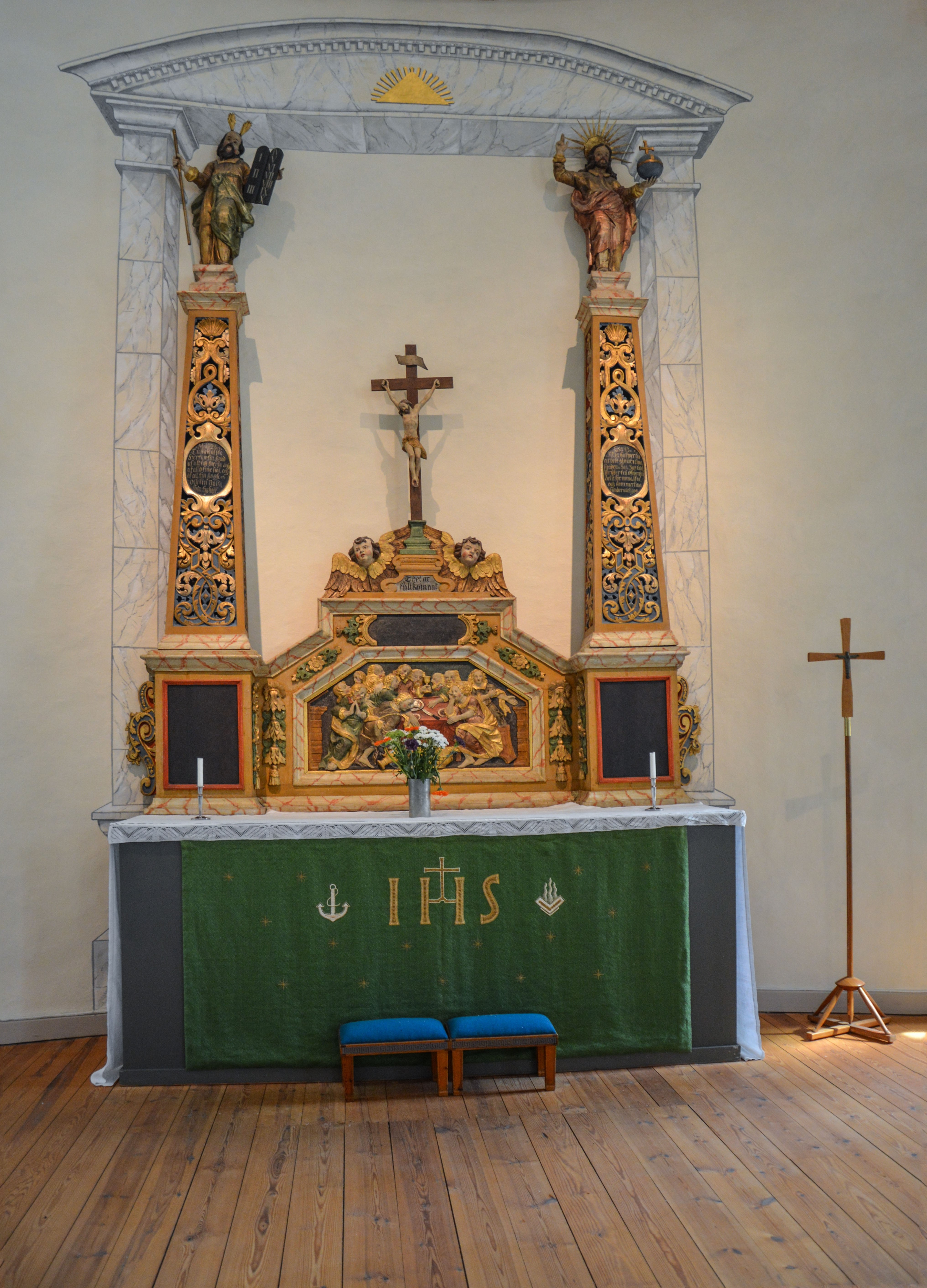
Altaruppsats av Sven Segervall 1724
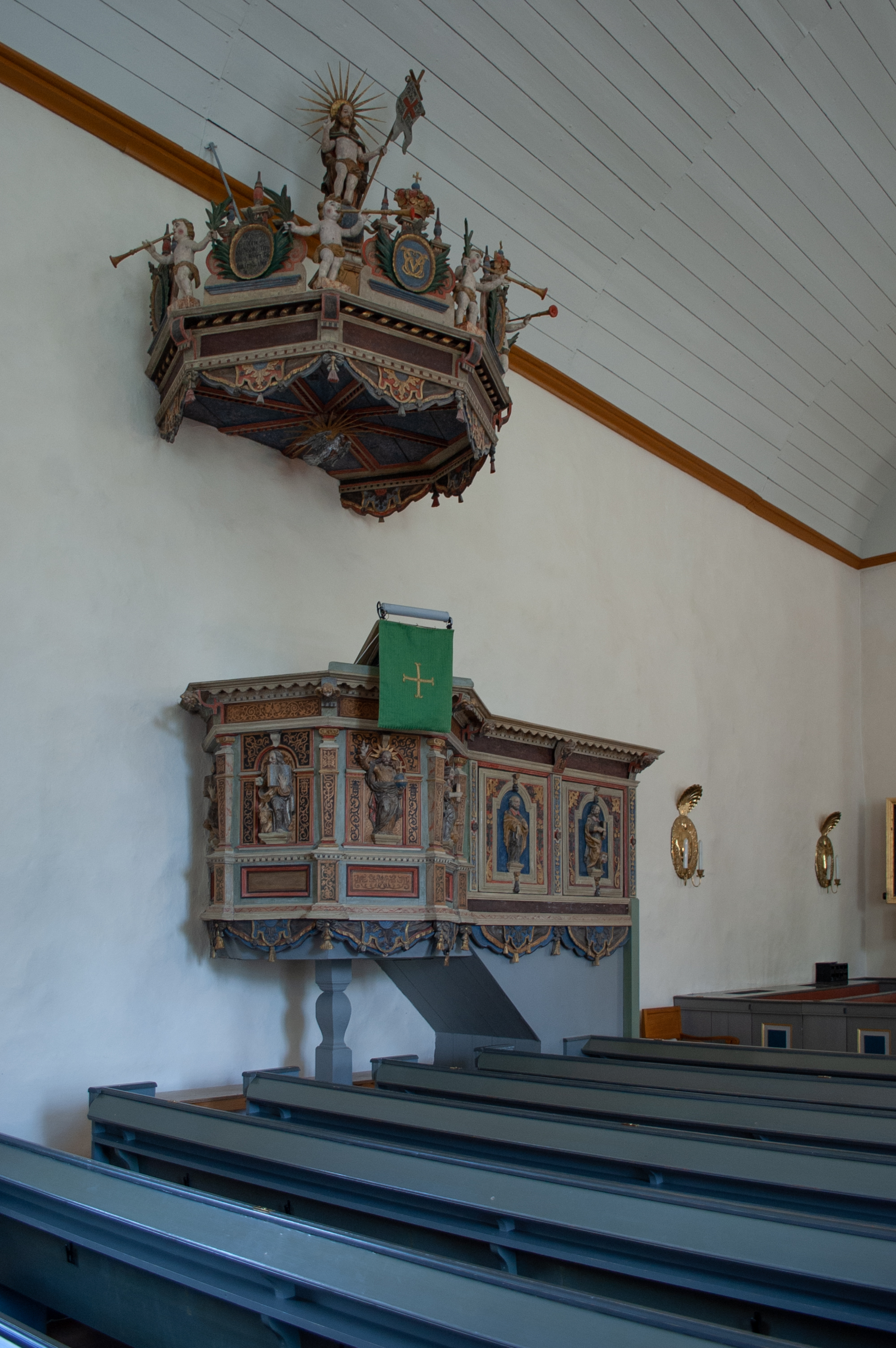
Den rikt dekorerade och skulpterade predikstolen
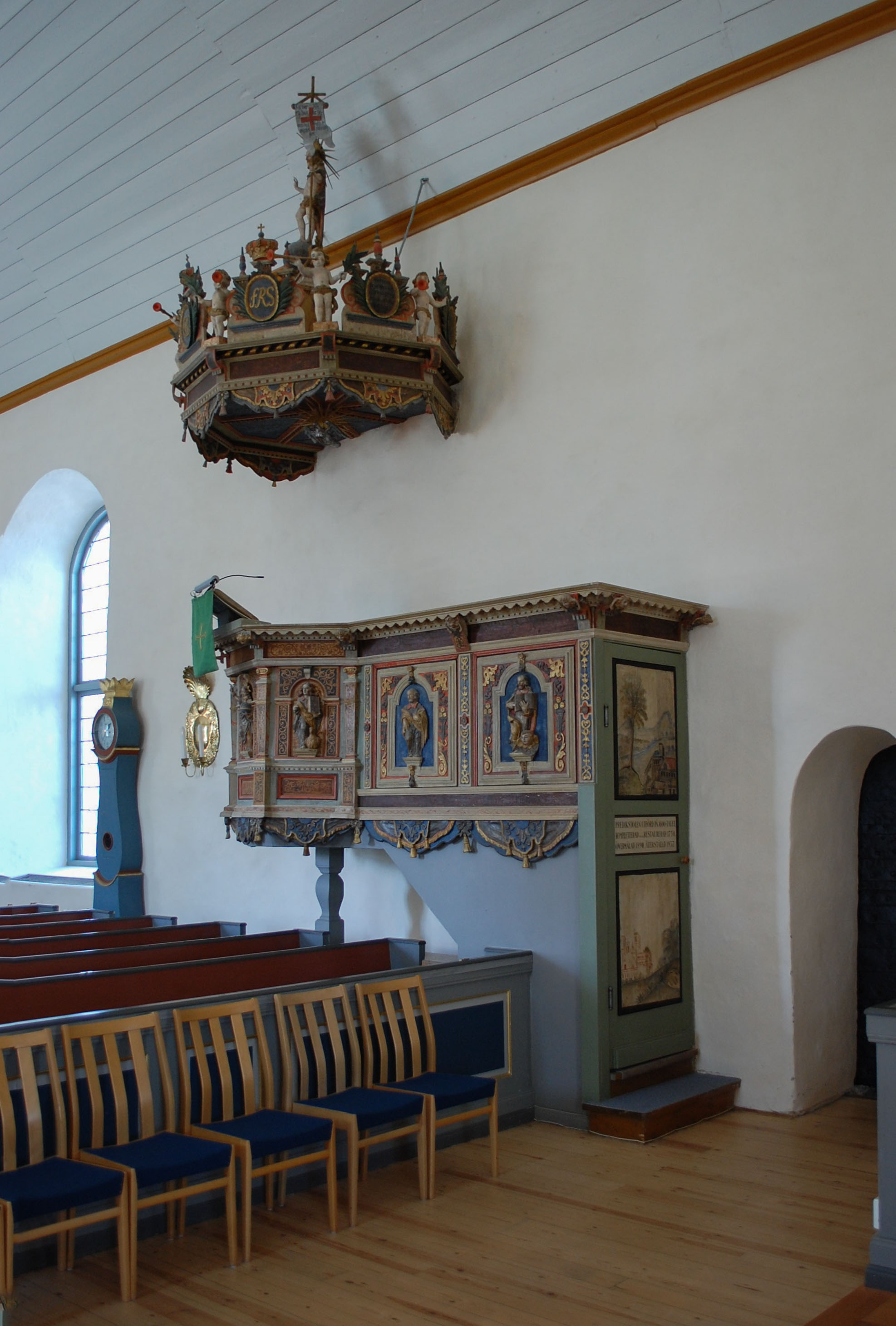
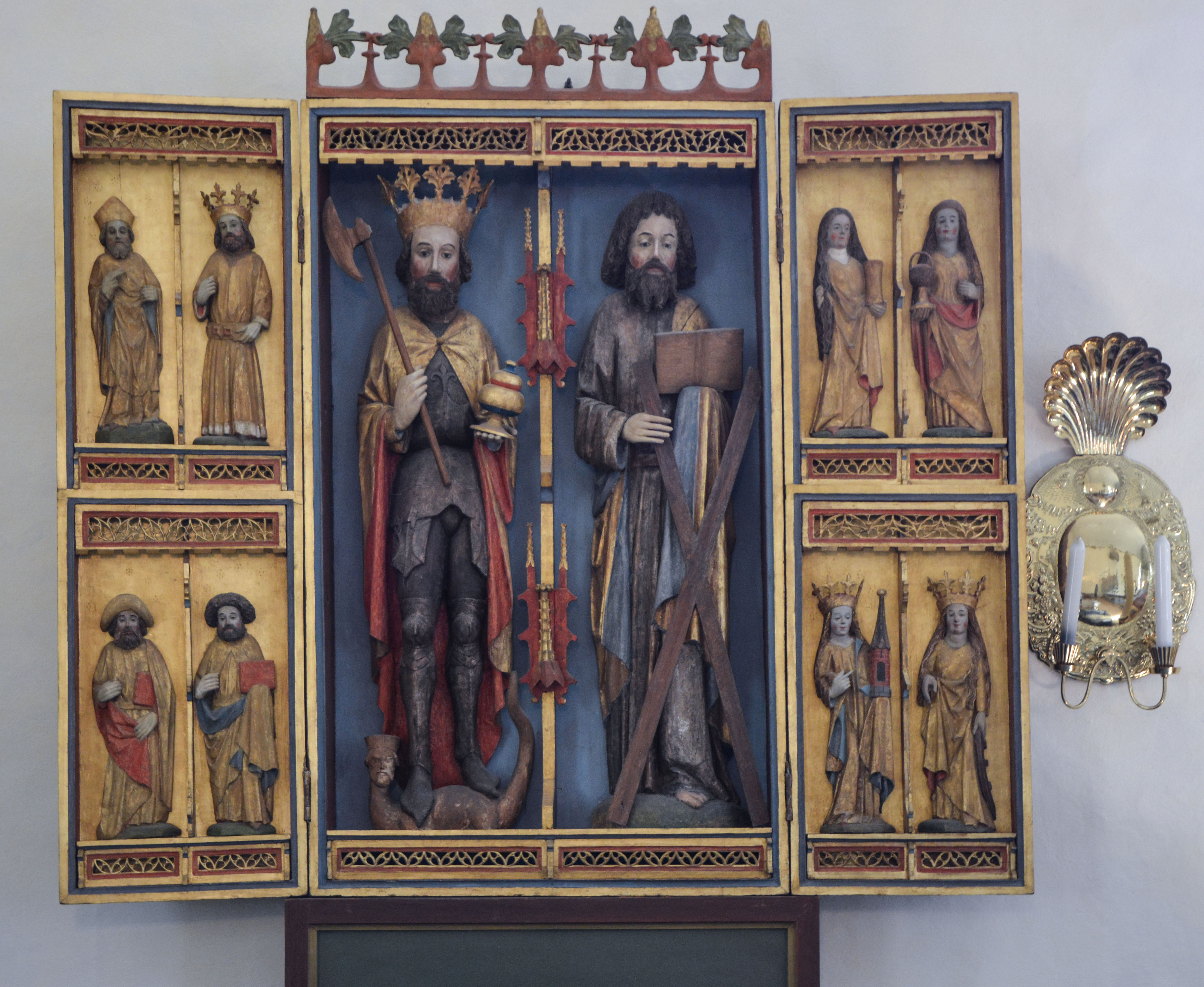
Medeltida altarskåp med Sankt Olof och Sankt Andreas
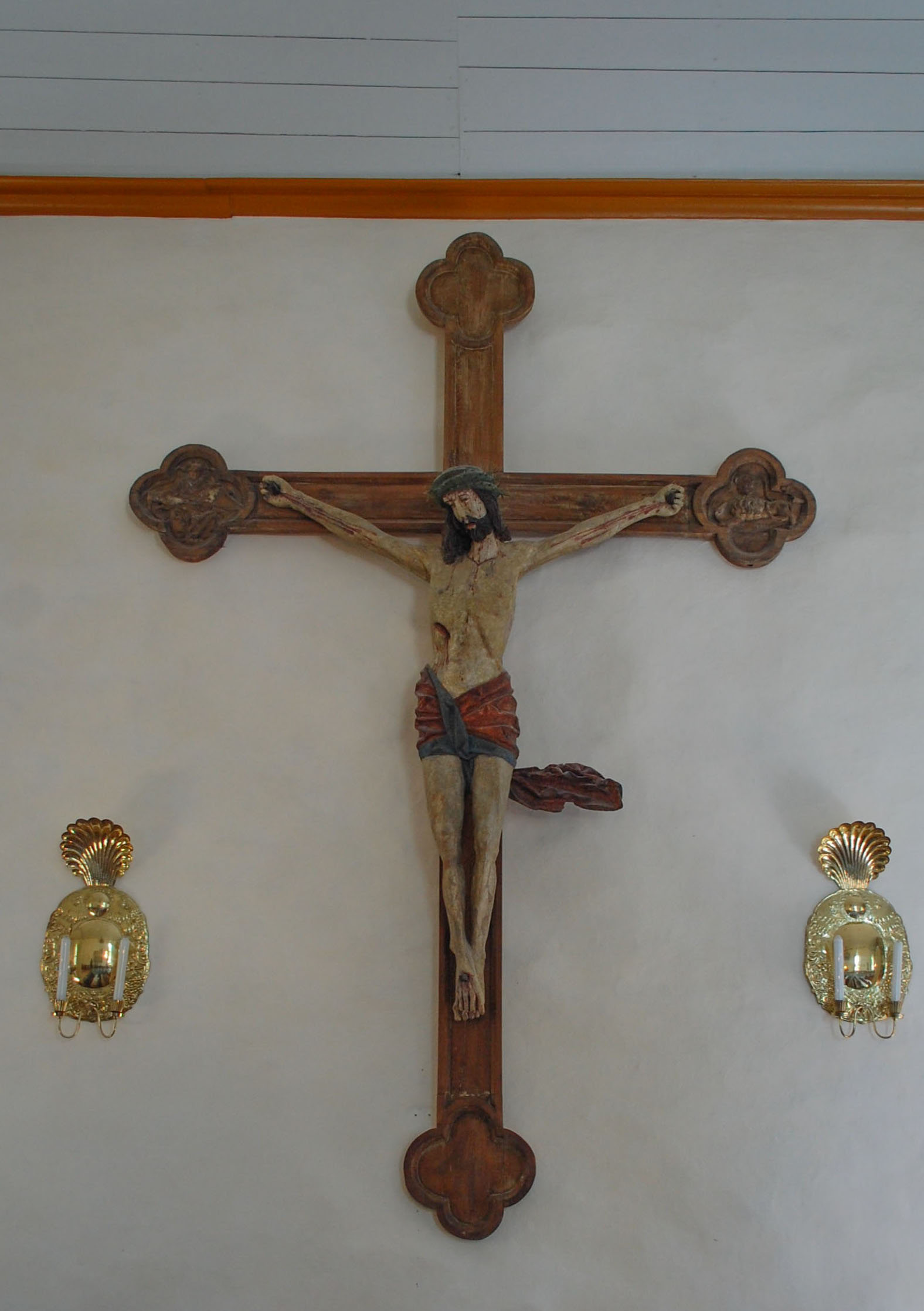
Triumfkrucifixet från sent 1400 eller tidigt 1500-tal
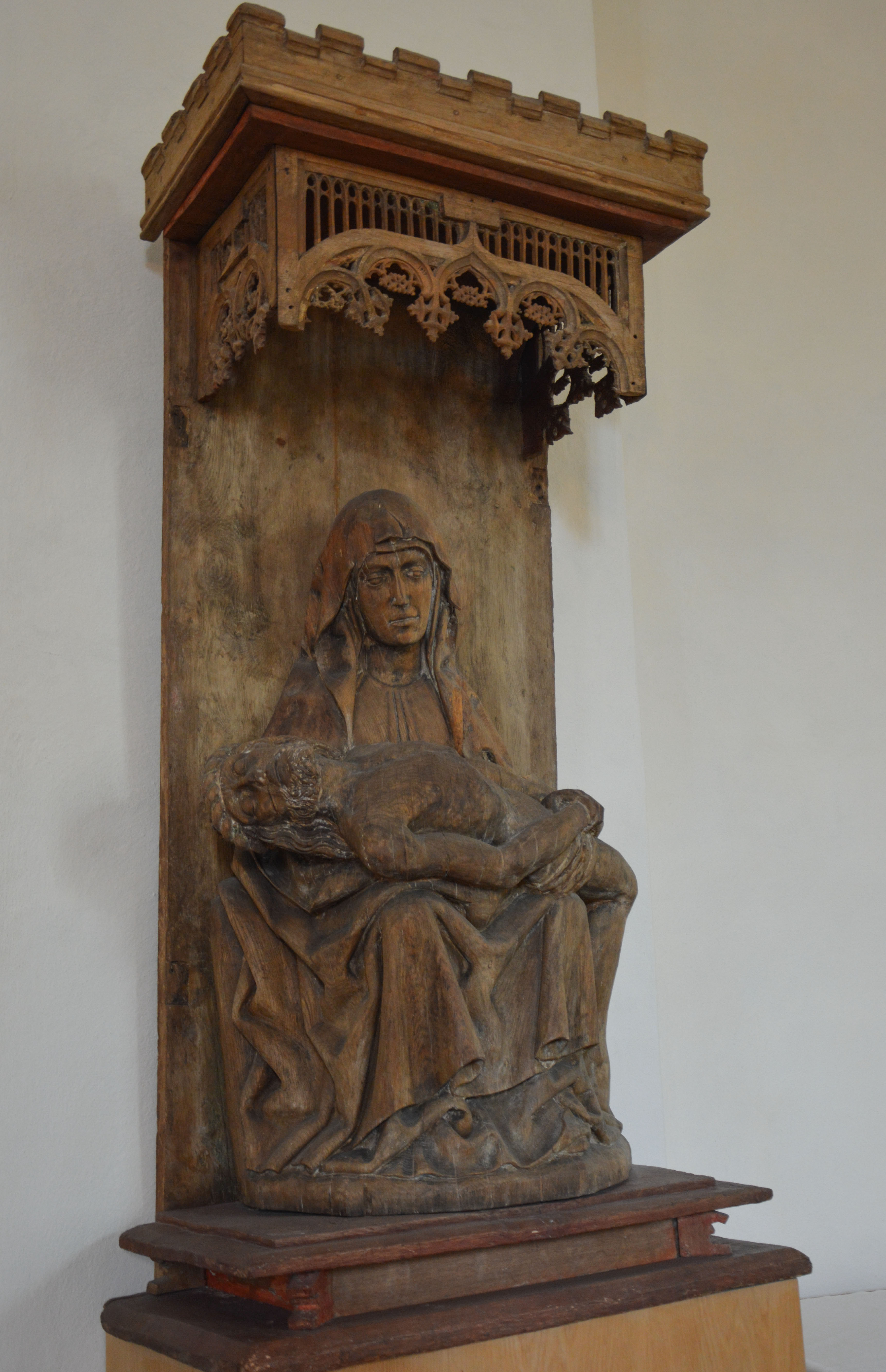
Pietà från sent 1400-tal
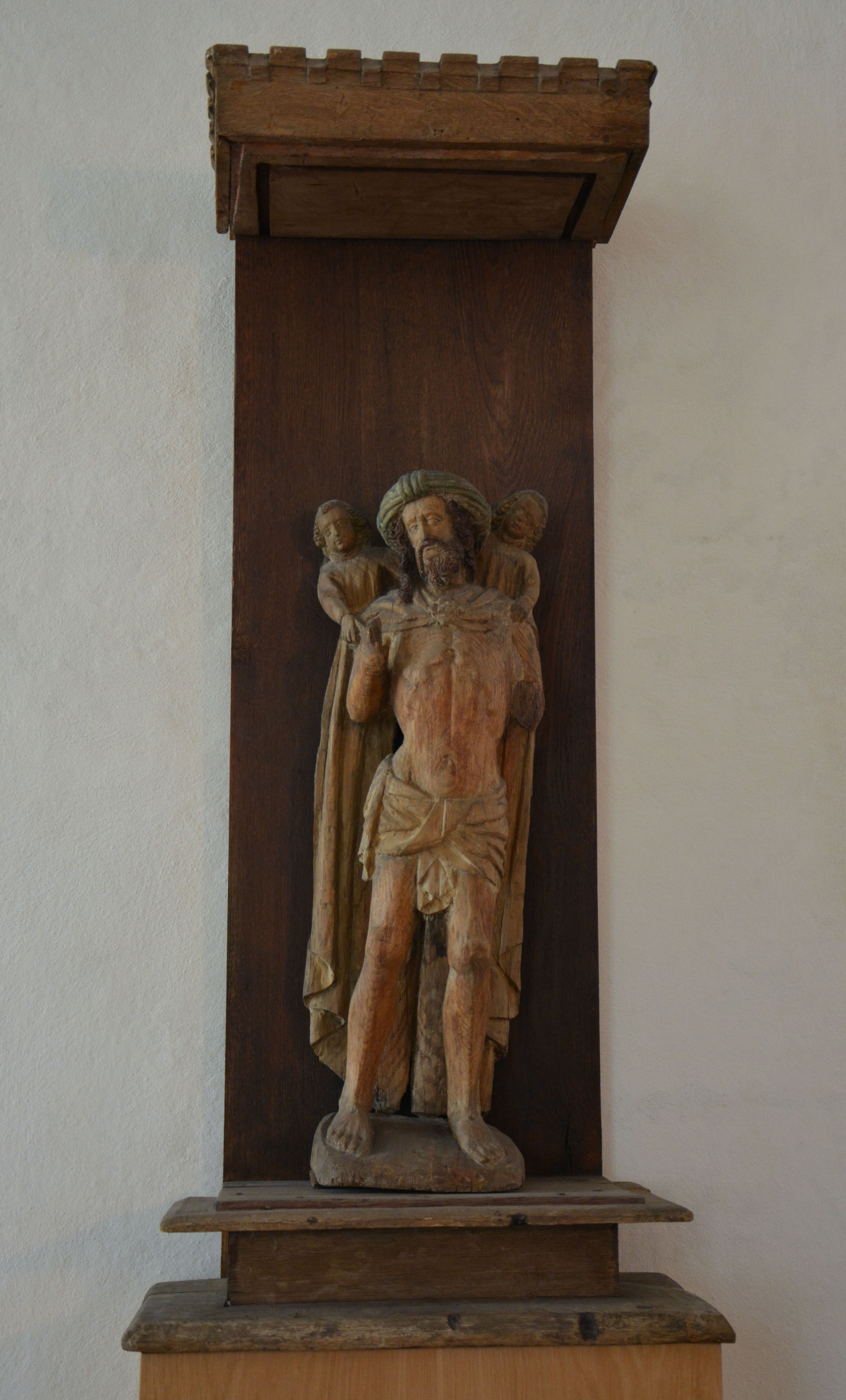
Kristus som smärtoman.Slutet av 1400-talet
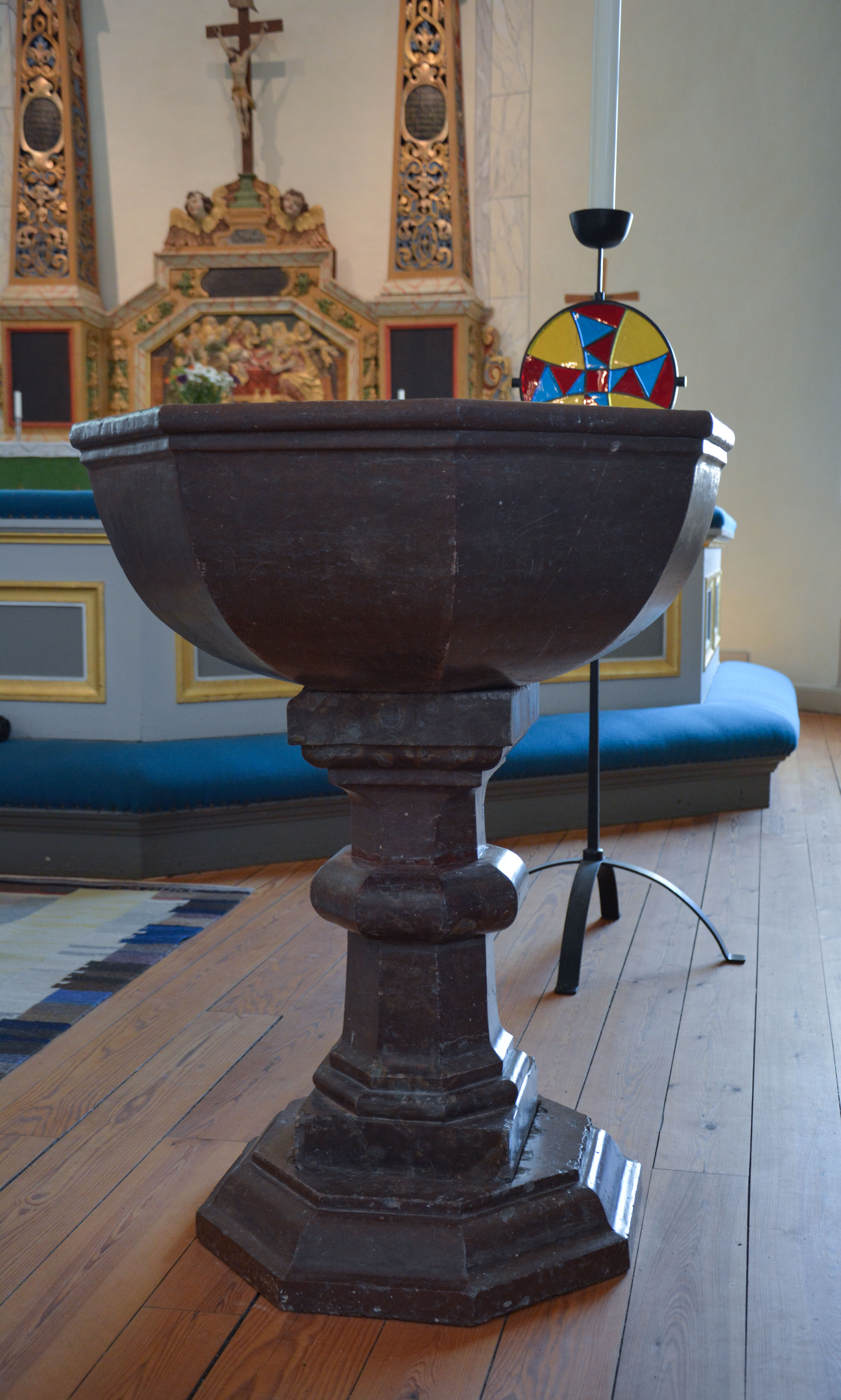
Dopfunten